# Lago (Allande)
Lago  (asturisch Llago) ist eine Parroquia und ein Ort in der Gemeinde Allande der Autonomen Gemeinschaft Asturien im Norden Spaniens.
Die 26 Einwohner (2011) leben auf einer Fläche von 3,83 km². Pola de Allande, der Verwaltungssitz der Gemeinde, ist 20 km entfernt.

## Sehenswürdigkeiten
- Pfarrkirche in Lago

## Dörfer und Weiler
| Name spanisch       | asturisch     | Einwohner 1. Januar 2022 | Lage                    |
| ------------------- | ------------- | ------------------------ | ----------------------- |
| Armenande           |               | 1                        |                         |
| Carcedo de Lago     | Carcedo       | 5                        |                         |
| Castanedo           | Castaedo      | 9                        | 43.267477 -6.711654 546 |
| Lago                | Llago         | 5                        | 43.253184 -6.733063 900 |
| Montefurado         | Montefurao    | 1                        | 43.265511 -6.695976 907 |
| San Pedro           |               | 3                        | 43.267205 -6.724761 674 |
| Villar de Castanedo | El Villar     | unbewohnt                | 43.269794 -6.730097 605 |
| Villardejusto       | Villardexusto | 2                        |                         |
| Summe               |               | 26                       |                         |